# Kanton Prades
Prades is een voormalig kanton van het Franse departement Pyrénées-Orientales. Het kanton maakte deel uit van het arrondissement Prades. Het werd opgeheven bij decreet van februari 2014 met uitwerking op maart 2015. Alle gemeenten werden opgenomen in het nieuwe kanton Les Pyrénées catalanes.

## Gemeenten
Het kanton Prades omvatte de volgende gemeenten:
- Campôme
- Casteil
- Catllar
- Clara
- Codalet
- Conat
- Corneilla-de-Conflent
- Eus
- Fillols
- Fuilla
- Los Masos
- Molitg-les-Bains
- Mosset
- Nohèdes
- Prades (hoofdplaats)
- Ria-Sirach
- Taurinya
- Urbanya
- Vernet-les-Bains
- Villefranche-de-Conflent